# ФК Копар
ФК Копар (словен. FC Koper, итал. Capodistria) је словеначки фудбалски клуб из Копра у Словенији. Члан је Прве словеначке фудбалске лиге.

## Историја
Фудбал се у Копру почео играти 1920. да би 1948. било у Копру и околини 12 фудбалских клубова. ФК Корар је настао 1955. удруживањем екипа Аурора и Медуза.
Клуб је у бившој Југославији претежно играо у словеначкој лиги, а само једном у сезони 1987/88 играо је и Другу савезну лигу
Наредне сезоне играли су словеначку лигу где су као победник играли бараж за прелазак у Другу савезну лигу али су поражени у двомечу са Бачком из Бачке Паланке.
У сезони 1985/86 играо у финалу тачмичења за аматерског првака Југосланије.
После осамостаљења Словеније и формирања Прве словеначке фудбалске лиге, Копар је од 16 сезона (до 2007/08) играо 13 пута.
У такмичењу за Куп Словеније победио је у сезонама 2007/06 и 2006/07.

## Стадион
Копар своје утакмице игра у Спортском рекреативном центру на стадиону Бонифика који се налази у Спортском рекреативном центру. Стадион је изграђен после Другог светског рата. Касније је добио атлетску стазу и уз неколико реновирања сада има 3.800 места за седење. Највећа посета забележена је 1988. године када је у другој утакмици баража за улазак у Другу савезну лигу гостовала Бачка из Бачке Паланке. Резултат је био 0:1 за Бачку . Тада је на стадиону било присутно преко 8.000 гледаоца.
Навијачи ФК Копар су 1987 основали групу која се зове Тифози Копар.

## Успеси
- Првенство Словеније
  - Првак (1) : 2009/10.
  - Вицепрвак (2) : 2007/08, 2013/14.
- Куп Словеније
  - Освајач (4) : 2005/06, 2006/07, 2014/15, 2021/22.
  - Финалиста (2) : 2008/09, 2024/25.
- Суперкуп Словеније
  - Освајач (2) : 2010, 2015.
  - Финалиста (1) : 2007.

## Пласмани у првенству и купу
| Сезона  | Пласман лига | Број клубова    | Пласман куп |
| ------- | ------------ | --------------- | ----------- |
| 1991/92 | 8            | 21              | 1/8         |
| 1992/93 | 8            | 18              | 1/8         |
| 1993/94 | 7            | 16              | -           |
| 1994/95 | 11           | 16              | -           |
| 1995/96 | 6            | друга лига (16) | 1/8         |
| 1996/97 | 10           | 10              | -           |
| 1997/89 | 2            | друга лига (16) | 1/16        |
| 1998/99 | 11           | 12              | -           |
| 1999/00 | 1            | друга лига (16) | 1/8         |
| 2000/01 | 6            | 12              | 1/8         |
| 2001/02 | 3            | 12              | 1/8         |
| 2002/03 | 5            | 12              | 1/16        |
| 2003/04 | 4            | 12              | 1/8         |
| 2004/05 | 11           | 12              | 1/8         |
| 2005/06 | 3            | 10              | Победник    |
| 2006/07 | 6            | 10              | Победник    |
| 2007/08 |              | 10              |             |

## Биланс ФК Копар на вечној табели клубова уСНЛ
| Плас. | Тим      | Број сезона | ИГ  | Д   | Н   | ИЗ  | ГД  | ГП  | Бод |
| ----- | -------- | ----------- | --- | --- | --- | --- | --- | --- | --- |
| 7     | ФК Копар | 13          | 436 | 149 | 133 | 154 | 518 | 540 | 534 |

ИГ = Играо утакмица; Д = Добио; Н = Нерешио; ИЗ = Изгубио; ГД = Голова дао; ГП = Голова примио; Бод = Бодови

## ФК Копар у европским такмичењима
| Сезона  | Такмичење     | Ранг       | Земља               | Клуб             | Резултат |
| ------- | ------------- | ---------- | ------------------- | ---------------- | -------- |
| 2002    | Интертото куп | 1 коло     | Шведска             | ИФ Хелсинборг    | 0-1, 0-0 |
| 2003    | Интертото куп | 1 коло     | Хрватска            | НК Загреб        | 1-0, 2-2 |
|         |               | 2 коло     | Словачка            | ЗТС Дубница      | 1-0, 2-3 |
|         |               | 3 коло     | Грчка               | ФК Егалео Атина  | 3-2, 2-2 |
|         |               | полуфинале | Холандија           | СЦ Херевен       | 0-2, 0-1 |
| 2006/07 | УЕФА куп      | 1 коло кв. | Бугарска            | Литекс Ловеч     | 0-1, 0-5 |
| 2007/08 | Уефа куп      | 1 коло кв. | Босна и Херцеговина | НК Широки Бријег | 1-3, 2-3 |